# Arno Penzias

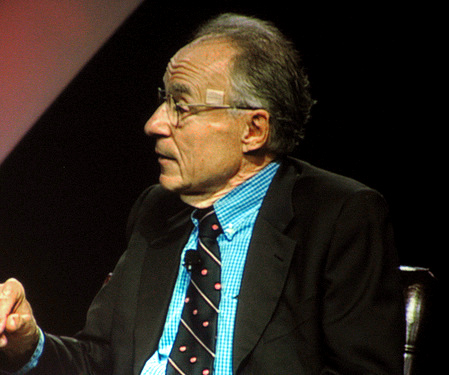
Arno Penzias

Arnold Allan Penzias (* 26. April 1933 in München; † 22. Januar 2024 in San Francisco) war ein deutsch-US-amerikanischer Physiker und Astronom. Er erhielt 1978 zusammen mit Robert Woodrow Wilson den Physik-Nobelpreis für die Entdeckung der kosmischen Mikrowellen-Hintergrundstrahlung.

## Leben
Arno Penzias war Sohn des Karl Penzias und der Justine Eisenreich, er hatte einen Bruder. Die Eltern betrieben in München ein Lederwarengeschäft. Als die Lebensbedingungen in Nazi-Deutschland für die Familie immer unhaltbarer wurden, plante sie die Emigration in die Vereinigten Staaten. Im Frühjahr 1939 konnte Arno Penzias im Alter von sechs Jahren zusammen mit seinem jüngeren Bruder mit einem Kindertransport nach England ausreisen. Seine Eltern folgten wenig später und die Familie emigrierte kurz nach Kriegsausbruch im Dezember 1939 auf der Georgic in die USA, wo Penzias 1946 eingebürgert wurde. 1951 beendete er die High School, 1954 erwarb er einen Bachelor-Abschluss am City College of New York. An der Columbia University erhielt er 1958 einen Master-Abschluss, die Promotion bei Charles Hard Townes erfolgte 1962.
Zusammen mit Wilson arbeitete er 1964  in Holmdel, im US-Bundesstaat New Jersey, mit Hilfe einer großen Funkantenne, die den Bell Laboratories gehörte. Dabei stießen die beiden auf ein störendes Hintergrundrauschen, welches aus allen Richtungen kam und jederzeit gleich war. Die beiden suchten ein Jahr vergeblich nach der Ursache des ununterbrochenen Rauschens, das ihre eigentliche experimentelle Arbeit unmöglich machte. Sie überprüften sämtliche Geräte und Schaltkreise, konnten aber keine Ursache ausfindig machen.
Robert Henry Dicke, der in der benachbarten Princeton University mit einer Arbeitsgruppe nach der Hintergrundstrahlung suchte, folgerte nach einem Telefonanruf der beiden, dass sie die von George Gamow vorhergesagte Strahlung zufällig gefunden hatten. Kurze Zeit später erschienen zwei Artikel in der Fachzeitschrift Astrophysical Journal. Der Artikel von Penzias und Wilson beschrieb, wie sie auf die Hintergrundstrahlung gestoßen waren, und Dicke erläuterte in dem zweiten Artikel, worum es sich dabei handelte.

„Die meisten Leute bekommen den Nobelpreis für Dinge, nach denen sie gesucht haben. Wir haben ihn für etwas bekommen, das wir loswerden wollten.“

1975 wurde Penzias zum Mitglied der National Academy of Sciences sowie der American Academy of Arts and Sciences gewählt. 1990 wurde er Mitglied der National Academy of Engineering.
Am 26. April 2019 wurde das durch die Nürnberger Astronomische Gesellschaft e. V. (NAG) (seit 2021 Astronomische Gesellschaft in der Metropolregion Nürnberg e. V. (AGN)) errichtete, in erster Linie für Volksbildung bestimmte 3-m-Radioteleskop auf der Regiomontanus-Sternwarte in Nürnberg zu Ehren von Arno Penzias auf den Namen Arno-Penzias-Radioteleskop getauft und im Beisein des bayerischen Ministerpräsidenten Markus Söder an die Stadt Nürnberg und damit der Öffentlichkeit übergeben.
Penzias starb am 22. Januar 2024 in San Francisco im Alter von 90 Jahren infolge von Komplikationen der Alzheimer-Krankheit.

## Auszeichnungen
- 1977: Herschel-Medaille
- 1977: Henry Draper Medal
- 1978: Nobelpreis für Physik
- 1990: George E. Pake Prize
- 1998: IRI Medal

## Veröffentlichungen (Auswahl)
- R. W. Wilson, A. A. Penzias: Isotropy of Cosmic Background Radiation at 4080 Megahertz. In: Science. Band 156, Nr. 3778, 1967, S. 1100–1101, doi:10.1126/science.156.3778.1100, PMID 17774056.
- A. A. Penzias, R. W. Wilson: Microwave Noise from Rainstorms. In: Science. Band 169, Nr. 3945, 1970, S. 583–584, doi:10.1126/science.169.3945.583, PMID 17746031.
- A. A. Penzias: The Origin of the Elements. In: Science. Band 205, Nr. 4406, 1979, S. 549–554, doi:10.1126/science.205.4406.549, PMID 17729659.
- A. A. Penzias: Nuclear Processing and Isotopes in the Galaxy. In: Science. Band 208, Nr. 4445, 1980, S. 663–669, doi:10.1126/science.208.4445.663, PMID 17771085.